# Miloš Obrenović I
Miloš Obrenović I född 1780, död den 26 september 1860 på sommarresidenset Topcider nära Belgrad, var en serbisk regent. Han regerade två gånger: från 1817 till 1839, och från 1858 till 1860.

## Biografi
Miloš Obrenović var först oxdrivare, trädde i tjänst hos sin halvbror Milan Obrenović och ärvde efter hans död 1810 hans förmögenhet och inflytelserika ställning. Då de serbiska hövdingarna flydde till Österrike vid turkarnas infall 1813 stannade Miloš Obrenović i landet, och när han insåg att motstånd var fåfängt ingick han förlikning med turkarna och erkändes av dem som överknes i Rudnik, Posega och Kragujevac.
I upprorsförsöket 1814 tog han inte del, men palmsöndagen 1815 ställde han sig i spetsen för en ny resning, varigenom turkarna tvingades göra vissa medgivanden till serbernas förmån. Själv intog han en dubbelställning som turkisk ämbetsman och serbernas hövding; i november 1817 erkändes han av de serbiska kneserna som överknes med arvsrätt för den närmaste inom sin släkt. Några månader förut hade den till Serbien återkomne Karađorđe Petrović blivit mördad; Miloš Obrenović anses på turkiskt uppdrag ha gett order om detta.
Han befäste sin makt i landet genom kraftigt undertryckande av upprorsförsök samt genom högtidliga förnyelser av sitt val till furste med ärftlig värdighet (1827 och 1830). I förhållande till turkarna stärktes Serbiens ställning under inverkan av de internationellt politiska händelserna genom den efter freden i Adrianopel 1829 utfärdade hatt-i-scherifen av 1830, varigenom också hans egen värdighet bekräftades, och landets område utvidgades betydligt genom en gränsreglering 1833. Hans godtyckliga och hårdhänta styrelse framkallade emellertid opposition, några av honom knappast allvarligt menade konstitutionella försök (särskilt grundlagen av 1838) förbättrade inte situationen, och under trycket av det allmänna missnöjet måste han den 13 juni 1839 abdikera till förmån för sin äldste son Milan (född den 21 oktober 1819); denne låg svårt sjuk och dog redan den 8 juli samma år, utan att ens ha fått vetskap om sin upphöjelse till furste.
Milosj vistades under den följande tiden mest i Österrike-Ungern, under en följd av år internerad, och sedan i Valakiet. Samtidigt med Alexander Karađorđevićs avsättning, den 23 december 1858, kallades han emellertid åter till furste, och efter att 12 januari 1860 ha blivit erkänd av Porten återvände den åttioårige mannen i februari samma år till sitt land, vilket han styrde despotiskt liksom förut. Hans korta regeringstid fylldes av konflikter med Turkiet, som bland annat vägrade erkänna hans furstevärdighets ärftliga karaktär.

## Galleri

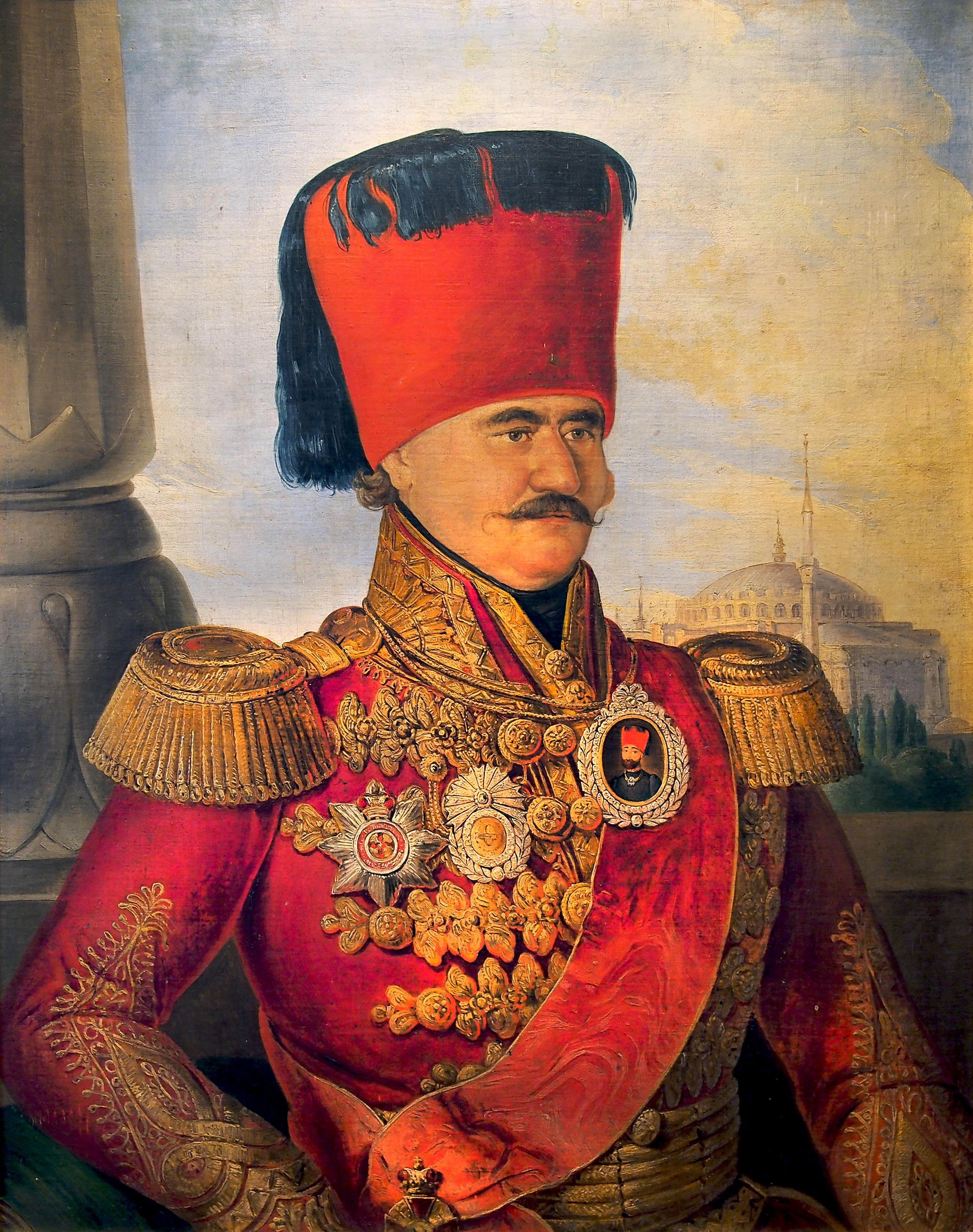
Miloš Obrenović I i osmansk uniform
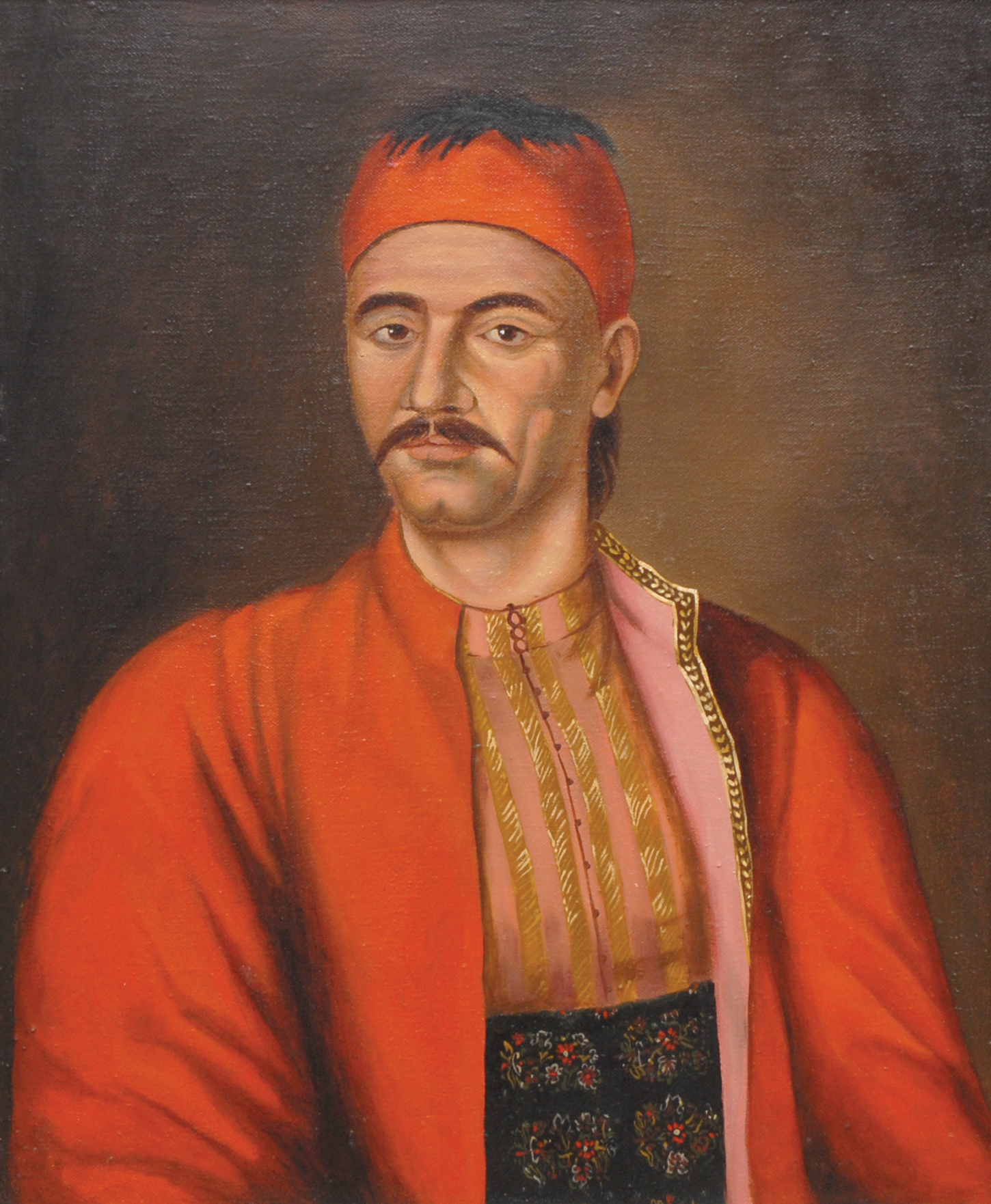
Miloš Obrenović på yngre dagar i bojars kläder
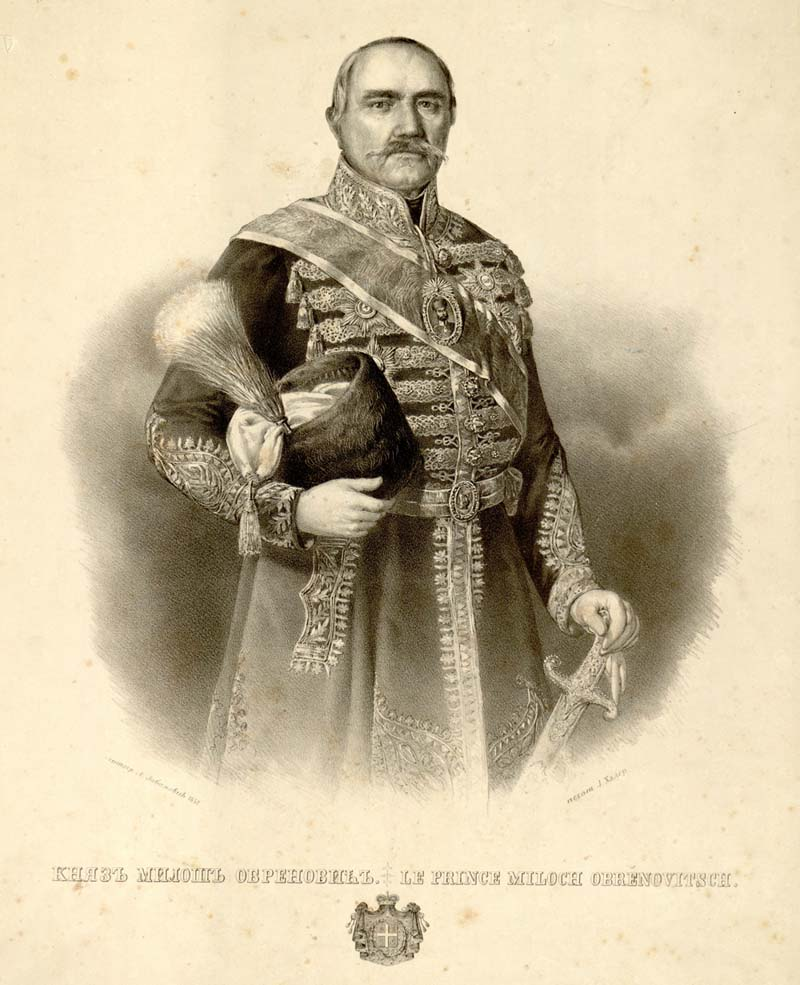
Miloš Obrenović I som Furste och Regent av Serbien
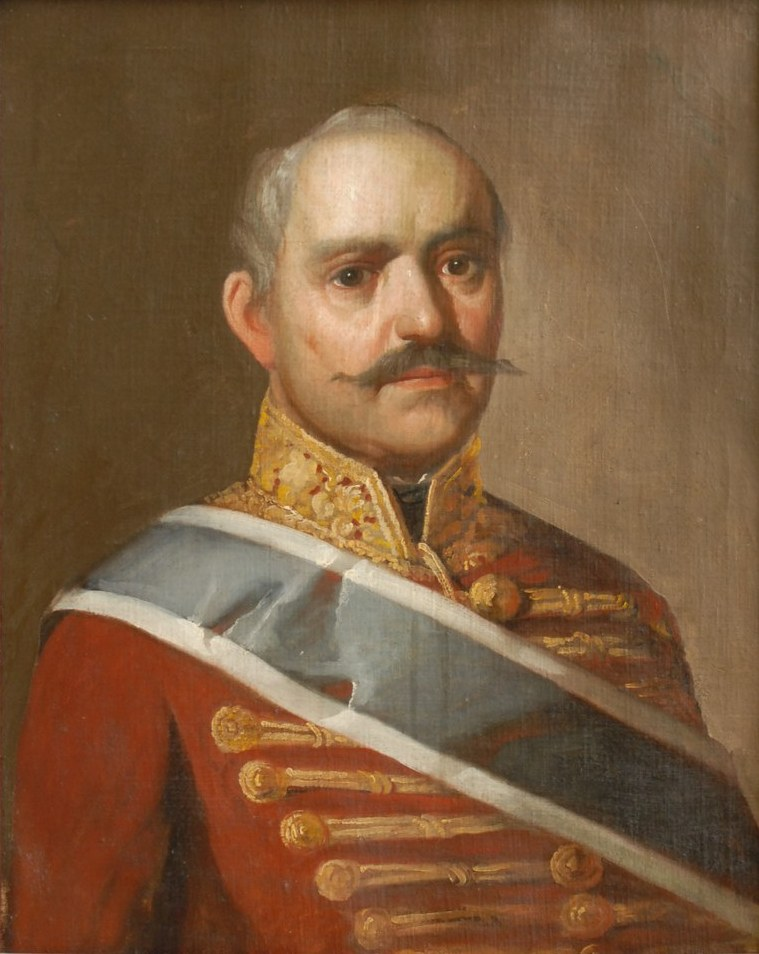
Miloš Obrenović I bärandes Frälsarens orden
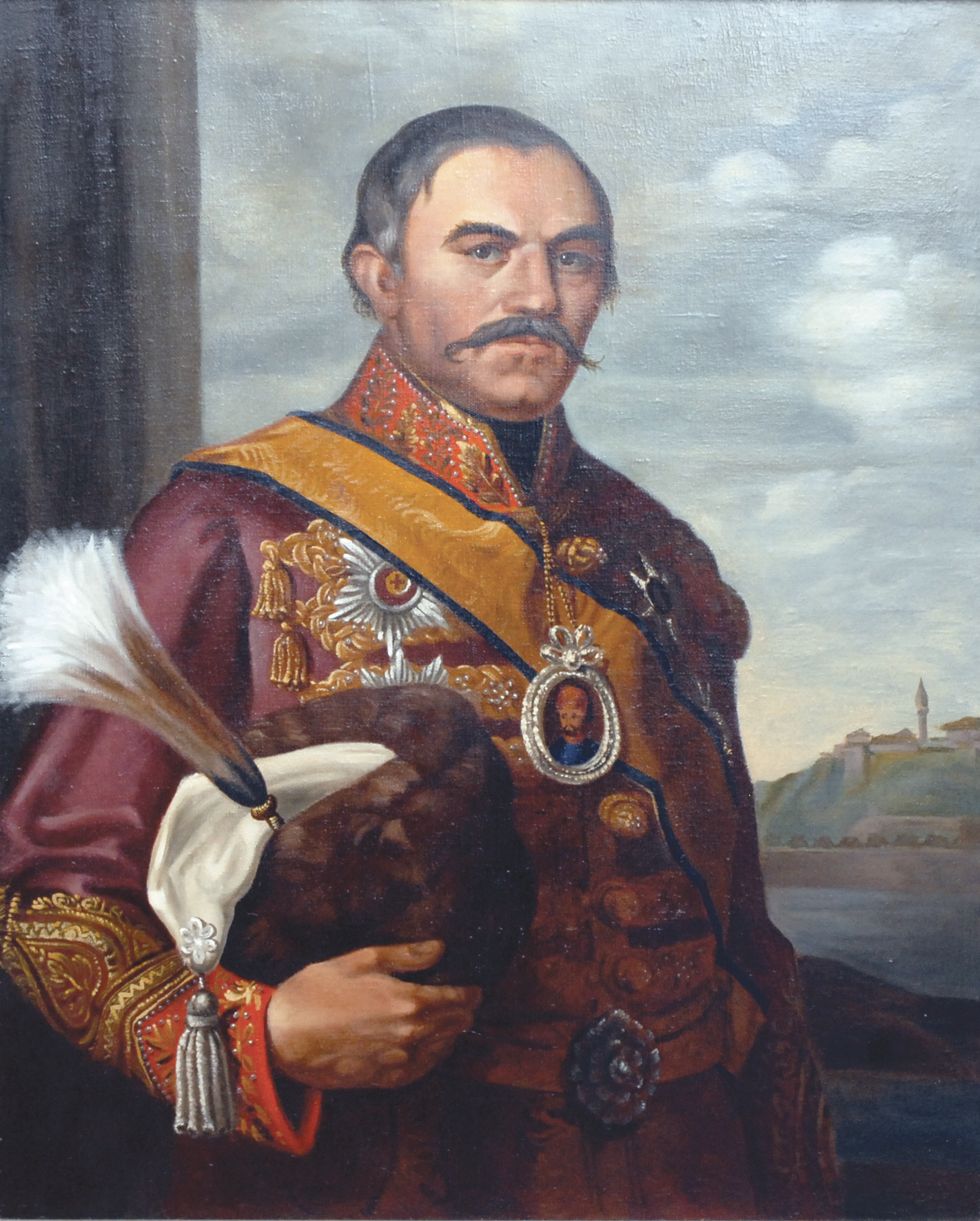
Porträtt av Miloš den store
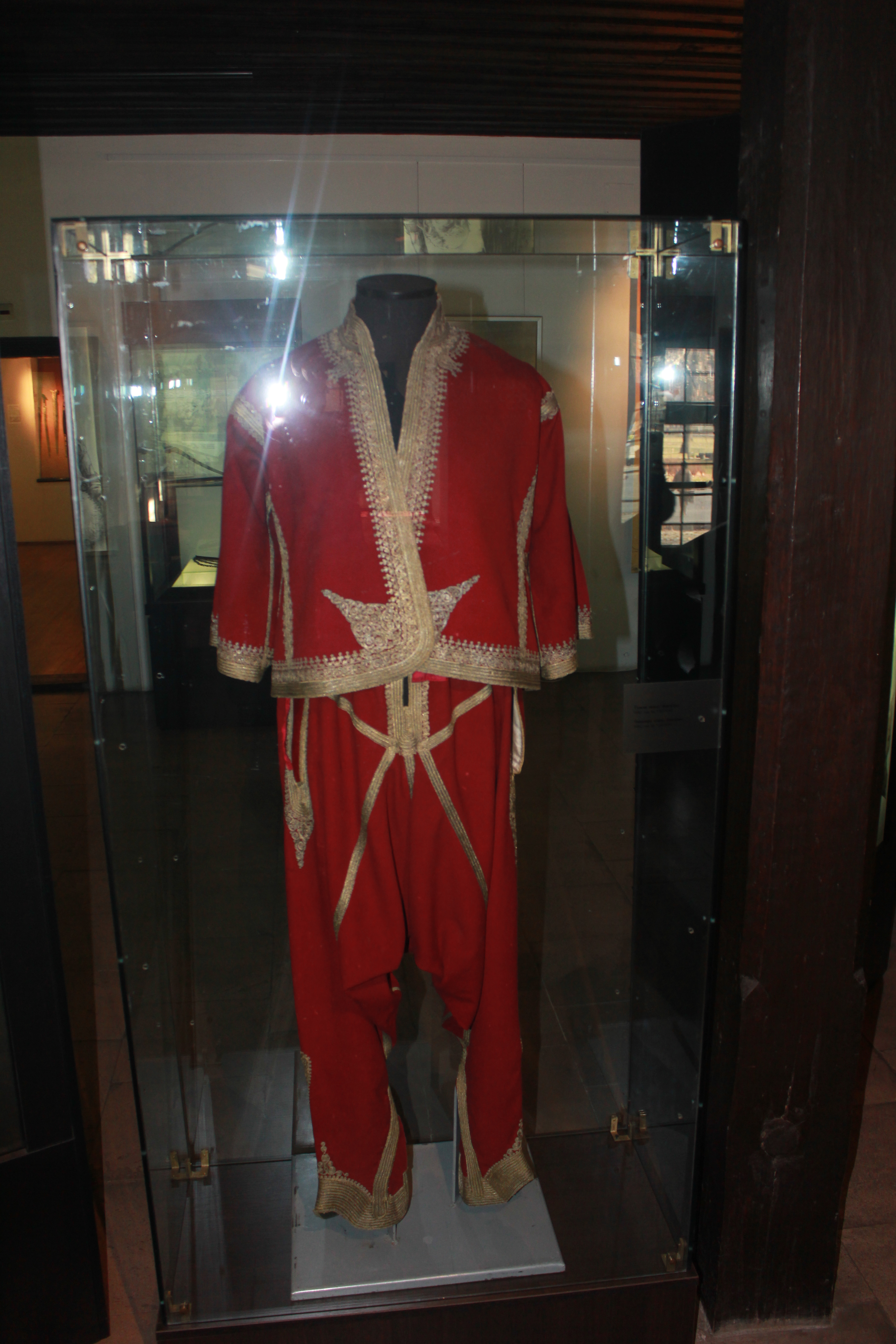
Miloš Obrenović I:s uniform på utstälning
Miloš Obrenović I:s namnchiffer
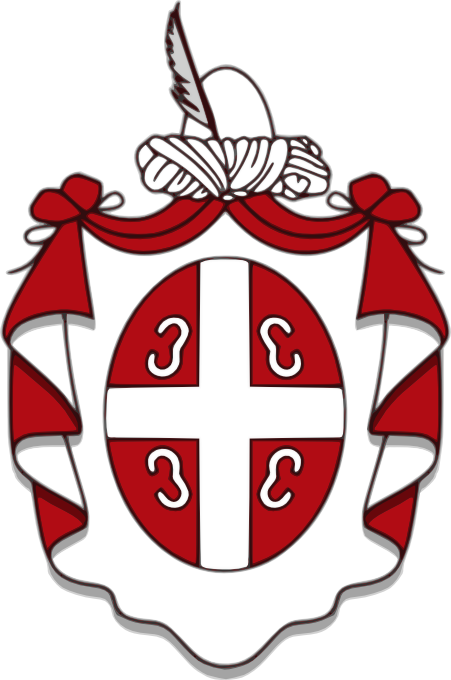
Miloš Obrenović I:s vapen som Serbiens furste och regent
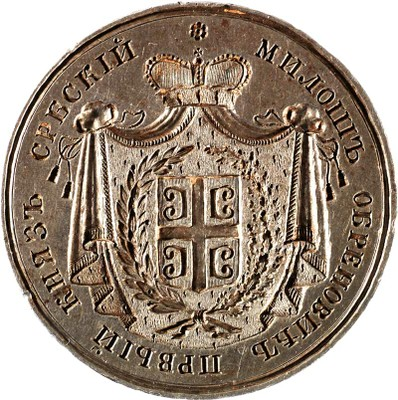
Mynt från Miloš Obrenović I:s tid